# Anordnung über die deutschen Flaggen
Die Anordnung über die deutschen Flaggen (FlaggAnO) ist eine Anordnung, die der deutsche Bundespräsident auf Vorschlag der Bundesregierung zur Form und Führung der deutschen Flaggen erstmals am 7. Juni 1950 (BGBl. S. 205) erlassen hat. Sie betrifft die Bundesflagge, die Standarte des Bundespräsidenten und die Dienstflagge der Bundesbehörden (Bundesdienstflagge).
Die von der Bundesregierung unabhängigen obersten Verfassungsorgane Bundespräsident, Bundestag, Bundesrat und Bundesverfassungsgericht sowie die Deutsche Bundesbank regeln im Rahmen ihrer Organisationshoheit die Anordnungspraxis ihrer Beflaggung eigenständig, orientieren sich hierbei jedoch am Erlass der Bundesregierung zur Beflaggung öffentlicher Gebäude in Deutschland.

## Verfassungsrechtliche Grundlagen
Das Grundgesetz bestimmt in Art. 22 (seit 2006 in Abs. 2): Die Bundesflagge ist schwarz-rot-gold.
Dabei steht die Flagge stellvertretend für die übrigen Staatssymbole in verfassungsrechtlich exponierter Stellung. Der Verfassungsgeber hat sich auf Grund des Wortlauts für eine gleichartige Gestaltung der Flagge, explizit ohne Gösch entschieden. Umstritten ist, ob durch die Regelung in Art. 22 GG die Reihung vorgegeben wird. Aus dem Wortlaut wird ersichtlich, dass zunächst schwarz, dann rot und dann gelb stehen muss, nach anderer Auffassung wird keine Aussage in Art. 22 GG getroffen.
Die Kompetenz gegenüber dem Bürger, das Recht oder die Pflicht, die Bundesflagge zu führen, auszugestalten, liegt kraft Natur der Sache (Bundesflagge) beim Bund. Andererseits wird diese Rechtsetzungskompetenz auch durch die Verbandskompetenz begründet.
Das Recht die Flagge zu führen (für die Schifffahrt von Bedeutung), wird durch das Flaggenrechtsgesetz (FlaggRG) ausgestaltet. Für Landesbehörden und für Kommunen bedarf es nach wohl herrschender Auffassung ebenfalls eines Gesetzes.

## Kompetenz des Bundespräsidenten
Der Bundespräsident hat aus traditionellen Gründen die (Organ-)Kompetenz, Form und Führung im Übrigen zu regeln. Dazu wurden neben der Anordnung über die deutschen Flaggen die Anordnung über die Dienstflagge der Seestreitkräfte und die Truppenfahnen der Bundeswehr durch den Bundespräsidenten getroffen.
Die Kompetenz zur Anordnung ist nicht im Grundgesetz geregelt und lässt sich nur so erklären, dass es nicht der Wille des Verfassungsgebers war, dass der Gesetzgeber über die Flagge entscheiden sollte. Durchaus denkbar wäre aber auch eine gesetzliche Regelung, die sich aus dem Wortlaut der Verfassung nicht verbietet. 

## Regelungsgehalt
Die Anordnung über die deutschen Flaggen vom 13. November 1996 trifft Regelungen über die Bundesflagge (sofern sie nicht bereits durch den Gesetzgeber geregelt wurden)(Art. 22 GG), die Standarte des Bundespräsidenten und die Dienstflagge der Bundesbehörden.
Die Bundesflagge (nach I.1.) wird nicht als typische Trikolore bestimmt, sondern setzt eine Reihung horizontaler Streifen fest. Die Flagge selbst hat das Seitenverhältnis 3 zu 5. Das gleiche Seitenverhältnis gilt für das Banner: Es wird durch drei gleiche vertikale Streifen in der Reihenfolge schwarz – rot – goldfarben gehisst.
Die Standarte des Bundespräsidenten (I.2.) ist ein Quadrat, das mit einem roten Rand bewehrt ist. Dieser rote Rand steht im Verhältnis 1 zu 12 zur Seitenlänge des Quadrats. Auf goldfarbenen Grund ist der Bundesadler „schwebend und nach der Stange gewendet“ zu sehen.
Die Bundesdienstflagge entspricht der Bundesflagge, allerdings befindet sich in der Mitte (jeweils zu einem Fünftel in den schwarzen und goldfarbenen Streifen hineinreichend) der Bundesadler auf goldenem Bundesschild. Entsprechendes gilt für das Dienstbanner, wobei jeweils der Fuß des Bundesschilds zum Erdboden weist.
Die Anordnung gilt für alle Dienststellen des Bundes (II.). Die Flaggen können – z. B. als Wimpel – auch an den Dienstfahrzeugen des Bundes (III.) geführt werden. Dann muss sich allerdings im Fahrzeug der Amtsinhaber oder dessen Stellvertreter befinden (Größe ist genau festgelegt im Anhang 2 Nr. 2 der Anordnung) und die Flagge muss am rechten Kotflügel angebracht werden.
Anhang 1 zeigt Muster für die jeweiligen Flaggen und Banner. Anhang 2 benennt die jeweiligen Stellen, bei denen am Dienstfahrzeug die Bundesflagge (und in welcher Größe) geführt werden kann. Muster für die jeweiligen Größe stellt Anhang 3 der Anordnung dar.